# Матінкюля (станція метро)
Матінкюля (фін. Matinkylä), (швед. Mattby) — проміжна станція, була кінцевою з восьми станцій Гельсінського метрополітену, яка була відкрита 18 листопада 2017 року. Станція розташована в районі Матінкюля, місто Еспоо, між станціями Ніттюкумпу, до якої 1,9 км, і Фінно (плановане введення в експлуатацію — 2020 рік), до неї 1,6 км.
Вихід зі станції розташовано у південному кінці торговельного центру Ісо Омена.
Планований пасажирообіг — 30 000 осіб.
Конструкція: Односклепінна станція глибокого закладення з однією острівною платформою. Глибина закладення — 25 м
Пересадка на автобуси маршрутів:111, 112/N, 133, 134, 136, 137, 138, 143, 145, 146/N, 147/N, 157, 158, 164, 165/N, 171, 172, 173/K/N/Z, 174Z, 531/B, 532, 533